# Grzegorz Warchoł (muzyk)
Grzegorz Warchoł (ur. 12 września 1974 w Poznaniu, zm. 1 czerwca 2007) – polski  gitarzysta basowy i kontrabasista.
Muzyk zespołu Lombard w okresie grudzień 2004 – wrzesień 2006. Zanim trafił do Lombardu, grał z takimi grupami i muzykami jak: Numa Favela, Pidżama Porno, Piotr Pawlicki, Swing Brothers, Sax Brothers, Retro Jazz Quartett, Dixie Company, Drum Machina, Krzysztof Antkowiak, Yemajazz, Sound Check, Tom Horn. Poza Lombardem grał też na kontrabasie w Teatrze Wielkim w Poznaniu.
Zmarł po ciężkiej chorobie 1 czerwca 2007 roku. Pochowany został na Cmentarzu Komunalnym Luboń – Żabikowo.

## Albumy z udziałem Grzegorza Warchoła
- Tom Horn Never Ending[4]
- Sax Brothers Caravan[5]